# Свингерудский рунический камень
Свингерудский рунический камень — самый древний из найденных на сегодняшний день рунических камней, датируется в промежутке между 1—250 годом нашей эры. Обнаружен во время археологических раскопок на могильнике у Тюрифьорда, на полуострове Рёйсе в муниципалитете Холе в Викене осенью 2021 года, но широкую известность получил в январе 2023 года, когда были обнародованы результаты его изучения. «Свингерудским» назван по именованию близлежащего населённого пункта — небольшой деревушки Свингеруд.

## Описание
Могильник состоял из четырех курганов и двух могил, относящихся к позднему железному веку. Могила, в которой был найден рунический камень, представляла собой неглубокую полевую могилу под тумулусом. Она содержала кремированные человеческие кости, древесный уголь и камни, включая рунический камень, который стал виден только после того, как археологи раскопали могилу. Древесный уголь и погребальные принадлежности в могиле были датированы 25-250 годами н. э., но останки человеческих костей были датированы 25-120 годами н. э. Это совпадает с более древним римским периодом. В могиле также находились останки всадника, относящиеся к тому же периоду. Радиоуглеродная датировка кургана и могилы относится к римскому периоду (1-400 годы н. э.).
Рунический текст выгравирован на блоке размером 31 × 32 см из красновато-коричневого песчаника и датируется радиоуглеродным методом 1-250 годами н.э. На лицевой стороне камня выгравированы восемь рун, которые эксперт по руническому алфавиту профессор Кристель Зильмер, читает как «idiberug». Рунологи не уверены, был ли камень сделан в память «для Идибера», или же на нём было написано имя «Идибергу» или «Идиберунг», последнее, возможно, фамилия. Сильно изменившиеся за столетия написания затрудняют расшифровку надписей. На камне есть и другие надписи, но они не интерпретируются как рунические, хотя неясно, имеют ли они какое-либо значение или нет. Однако на камне из Свингеруда также обнаружены первые три буквы старшего футарка (древнейшего рунического алфавита), а именно ᚠ (f), ᚢ (u) и ᚦ (th).
Раскопки проводились Культурно-историческим музеем в связи с планируемым строительством новой дороги и железнодорожной ветки между Сандвикой и Хёнефоссом. Свингерудский рунический камень — единственный обнаруженный в контексте, который можно датировать до 300 года. Это заставило исследователей задуматься о том, не являются ли другие рунные камни более древними, чем считалось ранее.